# Судабе
Судабе или Содаба (перс. سودابه) — персонаж персидского эпоса «Шахнаме». Она была принцессой царства Хамаваран, а позже стала женой Кея Кавуса, царя Ирана, и мачехой принца Сиявуша.

## История
По рассказам из Шахнаме, некий мужчина из Сирии или Египта поднял восстание против Кея Кавуса. В это время Кай Кавус находился в Систане. Узнав о восстании, он подготовил армию и пошел через море, чтобы остановить восстание. Он достиг места, где Хамаваран (называемый землей Химьяра) находился перед ним, а море было позади него. Египет находился слева от него, а Барбарстан (вероятно, Судан или Сомали) — справа. Ему противостоял король Хамаварана, в арабских традициях королем Хамаварана был Дуль-Адхар. Царь Хамаварана сдался и заключил соглашение с Каем Кавусом, что подчинится его приказу и отправит ему золото, но только в том случае, если Кай Кавус покинет землю Хамаварана. Кай Кавус согласился и вернулся в Иран.
Судабе больше всего известна своей ролью в том, что Сиявуш выбрал изгнание. Когда молодой Сиявуш, которого Рустам воспитал вдали от дворца своего отца, возвращается, Судабе видит его и мгновенно переполняется страстью к нему. Она обманом заставляет Сиявуша пойти в её личный дворец, чтобы навестить своих сестер. Там она раскрывает ему свои настоящие намерения и пытается его соблазнить. Сиявуш сопротивляется ей и отказывается предавать своего отца. Разочарованная Судабе пытается манипулировать мужем и настроить его против сына. После долгого конфликта Сиявуш решает навсегда покинуть дворец своего отца и отправляется в Туран. После убийства Сиявуша в Туране Рустам, обвиняющий в инциденте Судабе, убивает её.